# Allison Transmission
Allison Transmission is een Amerikaanse producent van automatische transmissies, hybrideaandrijvingssystemen en militaire voertuigen die van 1929 tot 2007 deel uitmaakte van het General Motors-concern. Het bedrijf houdt een wereldwijd marktaandeel van 80% in zware- en middelzware automatische transmissies. Het hoofdkwartier van het bedrijf bevindt zich in Indianapolis in de Amerikaanse staat Indiana. Allison Transmission is aanwezig in meer dan 80 landen met regionale hoofdkantoren in Sliedrecht (Nederland), Tokio (Japan), Peking (China), Singapore en São Paulo (Brazilië).

## Geschiedenis
Op 14 september 1915 richtte Jim Allison de Indianapolis Speedway Team Company op. Dat bedrijf hield zich bezig met het verbeteren en moderniseren van de automobiel. Toen de VS op het einde betrokken raakten bij de Eerste Wereldoorlog hengelde het bedrijf naar militaire bestellingen. Toen die in 1918 begonnen te lopen hernoemde het bedrijf zich naar Allison Experimental Company. Het ontwikkelde de bronzen lager die onder meer gebruikt werd in de Liberty-vliegtuigmotoren. Zo leverde Allison in de jaren 1920 een belangrijke bijdrage aan de ontwikkeling van de motor.
Na het overlijden van Jim Allison in 1928 kwam het bedrijf te koop te staan. In 1929 werd het vervolgens ingelijfd door autoconcern General Motors. In 1934 veranderde de naam in Allison Division of GM. In de jaren 1930 ontwikkelde het bedrijf de V1710 12-cilinder-vliegtuigmotor van 750 pk die onder meer de beroemde P-38 Lightning aandreef. In 1939 bouwde General Motors een grote fabriek voor de productie ervan.
In de jaren 1940 ontwikkelde Allison de CD-850 tanktransmissie. In 1946 werd voor dit product de Allison's Transmission Operations-divisie opgericht. In 1947 werden ook de eerste V-drives geproduceerd, een automatische versnellingsbak voor zware voertuigen als bussen en vrachtwagens, en een revolutie in die tijd.
In 1954 opende Allison Powerama, Een soort museum over haar eigen geschiedenis en producten.
Naar aanleiding van de Vietnamoorlog ging Allison in de jaren 1960 opnieuw over tot oorlogsproductie. Deze keer bouwde het zelf complete M551 Sheridan-tanks en maakte het ook zware munitie als 81 mm tankgranaten.
Ondertussen waren automatische transmissies het belangrijkste product geworden van GM's divisie die toen Detroit Diesel Allison heette. In 1987 werd de naam opnieuw veranderd, deze keer in Allison Transmission Division of General Motors.
In 1999 lanceerde Allison haar 1000- en 2000-Serie. Om de grote vraag naar deze transmissies bij te houden werd een grote nieuwe fabriek neergezet in Indianapolis. Het bedrijf heeft verder ook sites in Baltimore (VS), Szentgotthard (Hongarije) en Santo Amaro (Brazilië).
Op 28 juni 2007 kondigde General Motors de verkoop van haar Allison-divisie aan de private-equity-investeerders The Carlyle Group en Onex Corporation aan. De transactie van $5,6 (€3,7) miljard moest geld in kas brengen voor het noodlijdende GM. De fabriek in Baltimore die transmissies maakt voor GM's automodellen blijft wel bij General Motors. De verkoop werd gesloten op 7 augustus dat jaar.

## Producten
- Allison AT transmissie
- Allison MT transmissie
- Allison 1000 transmissie
- Allison 2000 transmissie
- Allison 3000 transmissie
- Allison 4000 transmissie
- Allison HT transmissie
- Allison V transmissie
- Allison World Transmissions